# 幡豆町
幡豆町（はずちょう）は、愛知県幡豆郡にあった町である。2011年（平成23年）4月1日に西尾市に編入合併された。西尾市の南東部に位置する。

## 地理
南側は三河湾に面しており、北側は山地となっている。町の東部には三河湾国定公園を構成する三ヶ根山がある。

### 隣接していた自治体

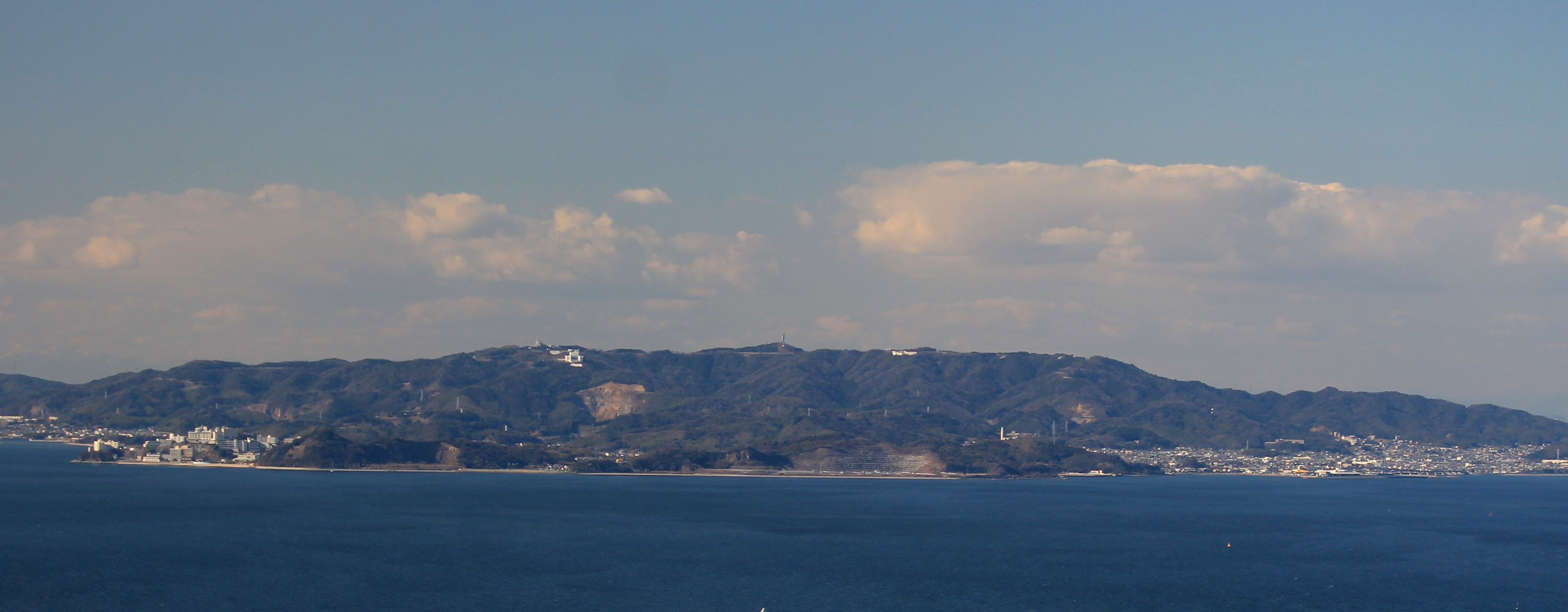
三河湾と三ヶ根山

- 蒲郡市
- 幡豆郡吉良町
- 額田郡幸田町

## 歴史
江戸時代は町域すべてが旗本領であった。
- 1878年（明治11年） - 西幡豆村、鳥羽村、寺部村、東幡豆村の4村に統合される（4村の名が現在も大字名に残る）。
- 1889年（明治22年） - 西幡豆村、鳥羽村、寺部村が統合し、幡豆村になる。
- 1906年（明治39年） - 幡豆村と東幡豆村が統合し、幡豆村になる。
- 1928年（昭和3年） - 幡豆村が町制を施行し、幡豆町となる。
- 1974年（昭和49年）10月29日 - 愛知県営の愛知こどもの国が開園。
- 2011年（平成23年） - 吉良町・一色町とともに西尾市に編入される。

### 西尾市との合併
幡豆郡3町と西尾市との市町村合併について検討されてきたが、長い間実現には至らなかった。2009年2月に西尾市長の中村晃毅が受託収賄容疑で逮捕され、同年7月に榊原康正が市長に就任した直後から、合併協議が再開された。4首長・4議会の一致、および農協・商工会議所・青年会議所の陳情もあり、合併が決定。2010年8月27日、西尾市と幡豆町・一色町・吉良町との合併調印が行われ、2011年4月1日に編入合併された。
合併後、一色町と吉良町は地名表記を「幡豆郡○○町」から「西尾市○○町」と「西尾市」の後に置き換える方法で町名が残されることになったが、幡豆町に関しては、郡名という事も関係していようが、他2町と違って旧町名は残されないこととなった。これにより、多くの市町村合併に見られたように幡豆郡という歴史的地名はごく一部の字名を除き消滅することになった。

## 行政

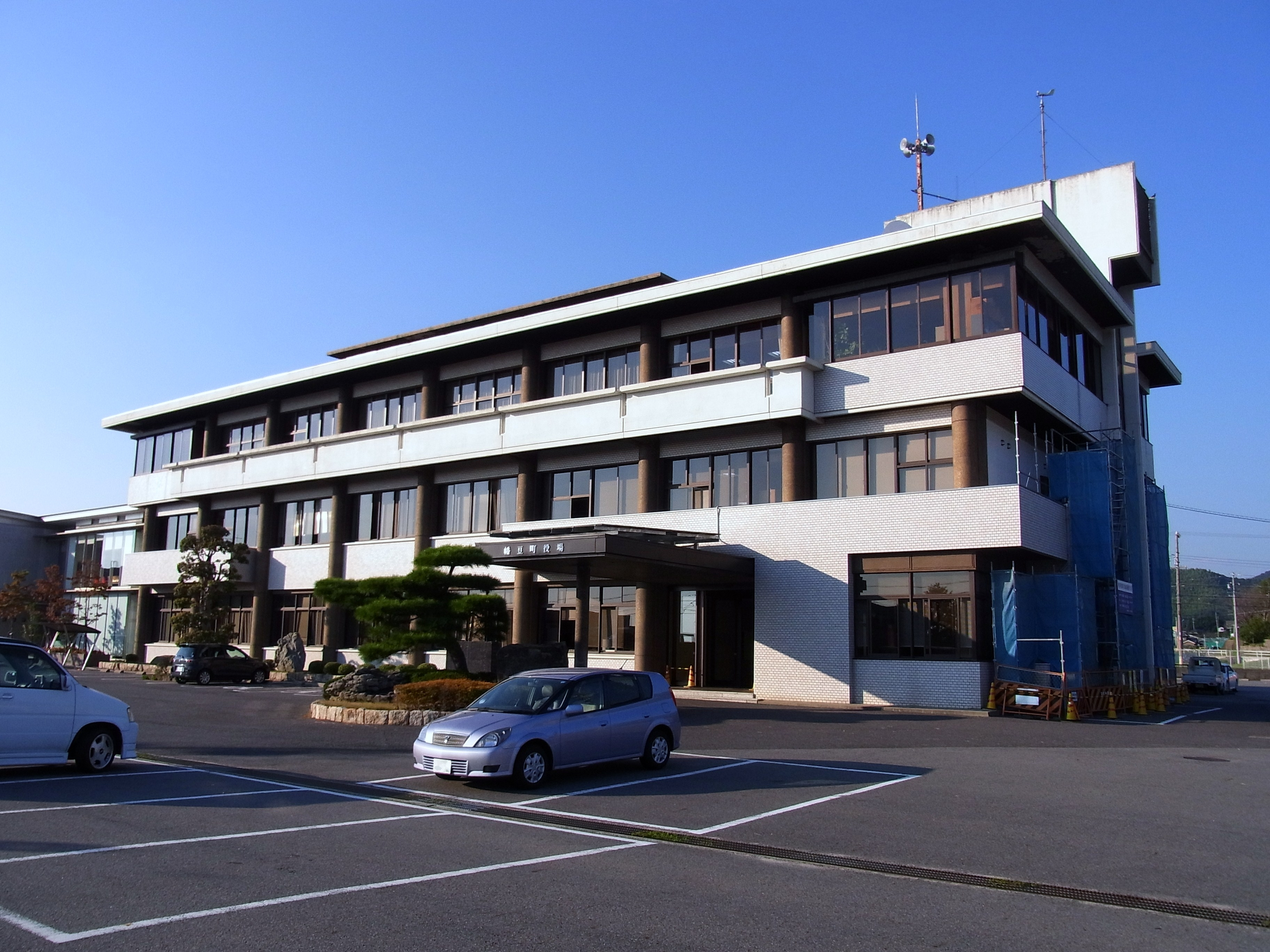
幡豆町役場

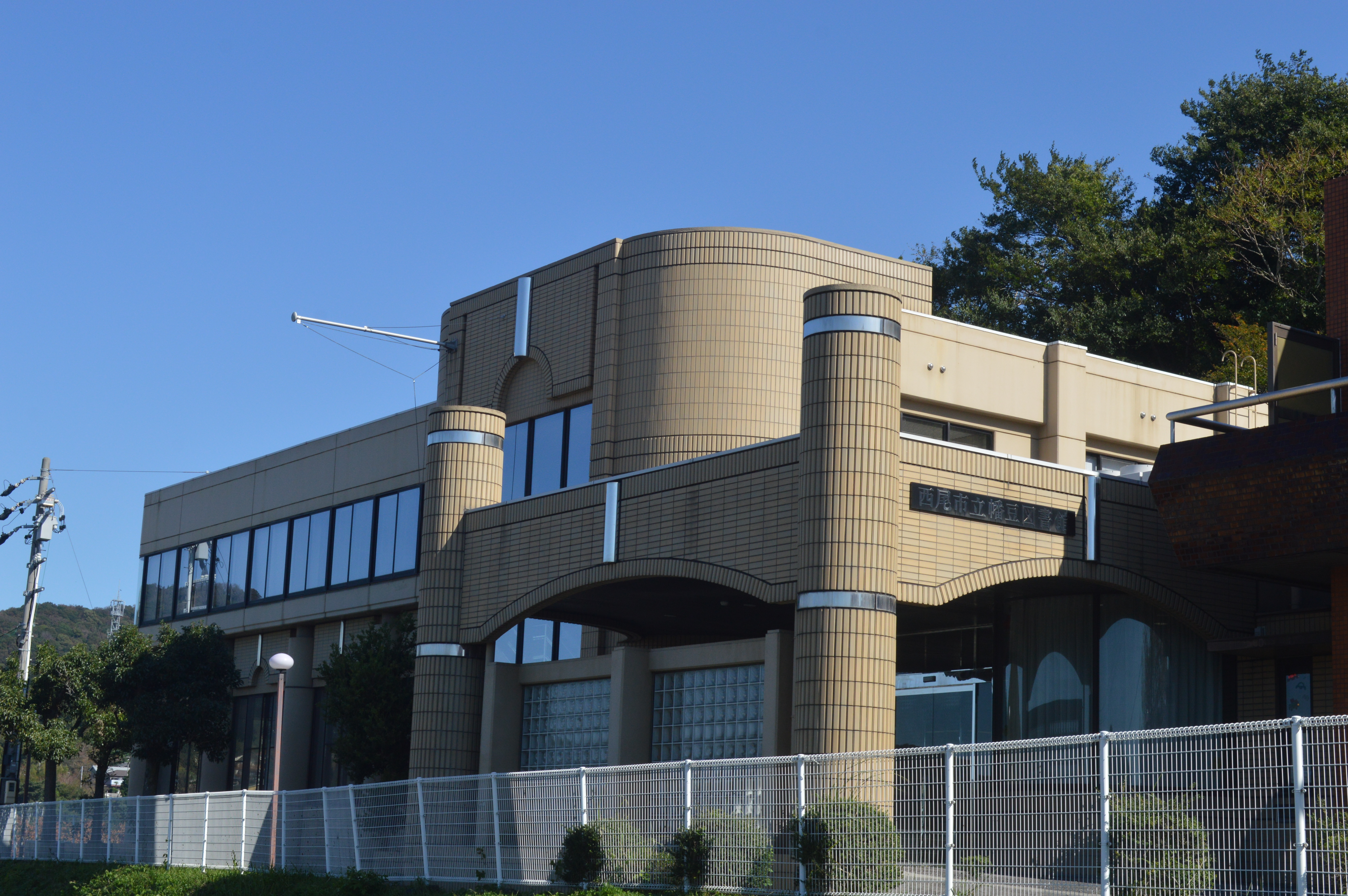
幡豆町立図書館

町長：渡辺靖

### 教育・保育
旧町内に高等学校はない。
保育園
- 幡豆町立鳥羽保育園
- 幡豆町立幡豆保育園
- 幡豆町立見影保育園
- 幡豆町立東幡豆保育園

小学校
- 幡豆町立幡豆小学校
- 幡豆町立東幡豆小学校

中学校
- 幡豆町立幡豆中学校

図書館
- 幡豆町立図書館

### 郵便局
- 幡豆郵便局（集配局・取扱局番号：21062）
- 東幡豆郵便局（無集配局・21333）
- 幡豆鳥羽簡易郵便局 (21879)

### 警察
- 西尾警察署
  - 町内には交番はなく、鳥羽・西幡豆・東幡豆の3駐在所がある。

## 交通

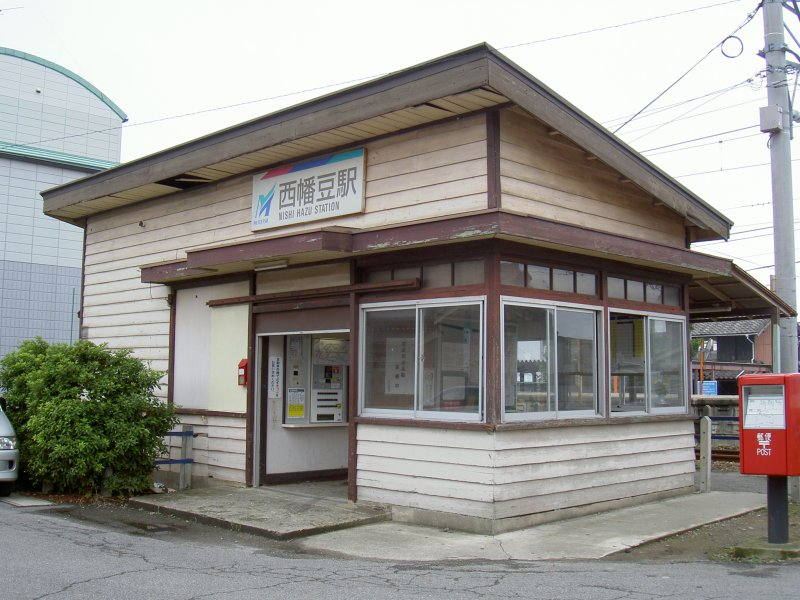
名鉄蒲郡線 西幡豆駅

### 鉄道
名鉄蒲郡線が町を東西に走る。町役場の最寄り駅は、西幡豆駅である。町内にある駅は1998年の名鉄蒲郡線でのワンマン運転開始以来、すべて無人駅である（それまでは東幡豆駅に駅員が配置されていた）。東幡豆駅には特急が上下線とも停車していたが利用者の多い西幡豆駅には上りしか停車しなかった。
- 名鉄蒲郡線
  - （吉良町） - 三河鳥羽駅 - 西幡豆駅 - 東幡豆駅 - こどもの国駅 - （蒲郡市）

### 道路
一般国道
- 国道247号

一般県道
- 愛知県道316号富好新田宮崎鳥羽線
- 愛知県道317号西尾幡豆線
- 愛知県道321号東幡豆蒲郡線
- 愛知県道330号愛知こどもの国線

広域農道
- 広域農道幡岡線
- 広域農道西幡線

一般有料道路
- 三ヶ根山スカイライン

### 船舶
前島（うさぎ島）および沖島（猿が島）への観光船が東幡豆駅前からあったが、廃止された。

## 娯楽
昭和30年代の映画黄金期、幡豆町には映画館の幡豆映画劇場があった。なお、1960年（昭和35年）の幡豆郡には、横映劇場（吉良町）、吉田座（吉良町）、朝日座（一色町）、一色映画劇場（一色町）も含めて5館の映画館があった。
- 幡豆映画劇場 - 西幡豆にあった映画館。

## 名所・旧跡・観光スポット・祭事・催事
- 愛知こどもの国

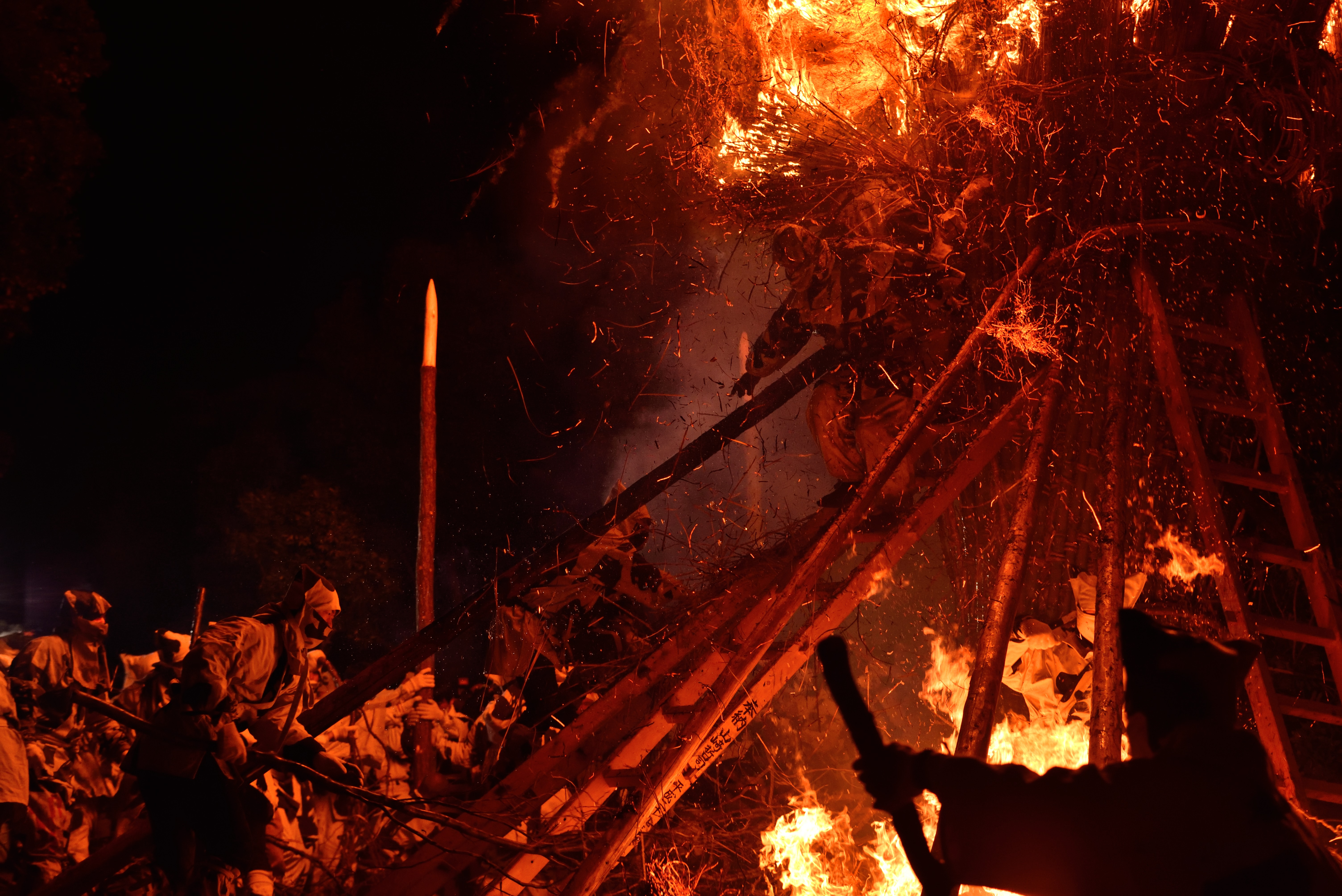
鳥羽神明社で行われる鳥羽の火祭り

- 三ヶ根山 - 三ヶ根山スカイラインがある。山頂からは三河湾が一望できる。
  - 殉国七士廟 - 東京裁判でA級戦犯として絞首刑に処せられた東條英機ら7名の墓碑がある。
- 寺部海水浴場
- 鳥羽の火祭り - 鳥羽神明社の祭礼。2004年2月16日に国の重要無形民俗文化財に指定された。

## 出身有名人
- 杉浦享 - プロ野球選手。
- 南翔太 - 俳優。